# National Premier Leagues
La National Premier Leagues, nota anche come NPL è la terza serie del campionato australiano di calcio. È il secondo campionato semi-professionistico per importanza, il maggiore a livello statale, ed è organizzato dai Comitati Statali della FFA.

## Caratteristiche
Istituito a partire dalla stagione 2013 rappresenta, insieme alla FNT, il campionato di livello più elevato su base statale e vi partecipano squadre semi-professionistiche. Proprio per questa base statale, le caratteristiche dei vari campionati non sono omogenee in tutto il paese, ma possono cambiare in alcuni dettagli, come il numero di squadre partecipanti ed il numero di retrocesse.

### Retrocessione
Il numero di squadre retrocesse nelle divisioni inferiori varia in base alle federazioni.
Ad inizio stagione, i vari comitati statali diramano il "meccanismo promozioni-retrocessioni" per i campionati sotto la loro gestione.
| Federazione  | Numero di squadre     | Numero di squadre  |
| Federazione  | Retrocessione diretta | Spareggio salvezza |
| ------------ | --------------------- | ------------------ |
| ACT          | 1                     | 0                  |
| NSW          | 1                     | 1                  |
| Northern NSW | 1                     | 1                  |
| Queensland   | 2                     | 0                  |
| SA           | 2                     | 0                  |
| Tasmania     | nessuna               | nessuna            |
| Victoria     | 2                     | 0                  |
| WA           | 1                     | 1                  |

## Campionati della NPL
Il seguente elenco è aggiornato alla stagione 2024.
- NPL ACT (8 squadre)
- NPL NSW (16 squadre)
- NPL Northern NSW (12 squadre)
- NPL Queensland (12 squadre)
- NPL SA (12 squadre)
- NPL Tasmania (8 squadre)
- NPL Victoria (14 squadre)
- NPL WA (12 squadre)
- Totale: 94 squadre divise in 8 campionati su base statale

## Albo d'oro

### Finali NPL
| 2013 | Sydney Utd 58     | 2–0           | South Hobart           |               |               |
| 2014 | MetroStars        | 1–0           | Bonnyrigg White Eagles |               |               |
| 2015 | Blacktown City    | 3–1           | Bayswater City         |               |               |
| 2016 | Sydney Utd 58     | 4–1           | Edgeworth              |               |               |
| 2017 | Heidelberg Utd    | 2–0           | Brisbane Strikers      |               |               |
| 2018 | Campbelltown City | 2–1           | Queensland Lions       |               |               |
| 2019 | Wollongong Wolves | 4–3 (dts)     | Queensland Lions       |               |               |
| 2020 | Cancellata        | Cancellata    | Cancellata             | Cancellata    | Cancellata    |
| 2021 | Non disputata     | Non disputata | Non disputata          | Non disputata | Non disputata |
| 2022 | Non disputata     | Non disputata | Non disputata          | Non disputata | Non disputata |
| 2023 | Non disputata     | Non disputata | Non disputata          | Non disputata | Non disputata |
| 2024 | Non disputata     | Non disputata | Non disputata          | Non disputata | Non disputata |

### Titoli per Federazione
| Federazione              | Migliore prestazione | Pluricampioni     |
| ------------------------ | -------------------- | ----------------- |
| Football NSW             | Campione (4)         | Sydney Utd 58 (2) |
| Football South Australia | Campione (2)         |                   |
| Football Victoria        | Campione (1)         |                   |
| Football Queensland      | Vice-campione (3)    |                   |
| Football Tasmania        | Vice-campione (1)    |                   |
| Football West            | Vice-campione (1)    |                   |
| Northern NSW Football    | Vice-campione (1)    |                   |
| Capital Football         | Quarti di finale (7) |                   |